# Ad-Dur
Ad-Dur (arab. الدور) – miejscowość w Syrii, w muhafazie As-Suwajda. W 2004 roku liczyła 1412 mieszkańców.